# Uta Kargel
Uta Kargel (Halle, 28 maggio 1981) è un'attrice tedesca, attiva soprattutto in campo televisivo e teatrale.
I suoi ruoli più noti sono quelli di Lena Bachmann nella soap opera  Gute Zeiten, schlechte Zeiten  (2004 - 2006) e quello di Eva Krendlinger, dal 2010 al 2011 protagonista femminile della soap opera  Tempesta d'amore  (Sturm der Liebe).
È anche un volto noto al pubblico televisivo tedesco per essere apparsa in vari spot come testimonial di marchi quali Coca Cola, McDonald's, Siemens, Telekom, ecc.

## Filmografia

### Cinema
- Wedding Daydream (2004)
- Sunny Hill (2006)
- Das Morgen danach (2009)
- Loona Balloona - cortometraggio (2013)
- Idyllik - cortometraggio (2015)
- Hase und Katze stehlen mir die Show, regia di Sharon On (2018)

### Televisione
- Gute Zeiten, schlechte Zeiten – serial TV, 34 puntate (2004-2006, 2021)
- Verliebt in Berlin – serial TV (2006)
- R.I.S. - Die Sprache der Toten – serie TV, episodio 2x04 (2007)
- Volles Haus – serie TV, 3 episodi (2008)
- Dr. Molly & Karl – serie TV, 1 episodio (2009)
- Tempesta d'amore (Sturm der Liebe) – serial TV, 522 puntate (2010-2011, 2017-2020)
- My Life (Rote Rosen) – serial TV, 126 puntate (2012)
- Il commissario Heldt (Heldt) – serie TV, episodio 3x10 (2015)
- Squadra Speciale Stoccarda (SOKO Stuttgart) – serie TV, episodio 9x04 (2017)

## Teatrografia parziale
- Amleto di William Shakespeare
- Satyricon di Petronio Arbitro
- Lisistrata di Aristofane

## Doppiatrici italiane
- Chiara Francese in Tempesta d'amore[3]